# Magistralni put 17
Die Magistralni put 17 ist eine Bundesstraße in Serbien. Sie verbindet die kroatische Državna cesta D213 mit der Magistralni put 12 bei der Ortschaft Srpski Miletić.